# Парсонд
Парсонд був царем кадусіїв і згідно з Ктесієм, був мідянином з перським походженням.

## Історія
Ернст Герцфельд вважав, що ім'я Парсонд етимологічно тотожне імені Афрасіаб.